# Paysages nocturnes
Le festival de théâtre Paysages nocturnes du Grand Pressigny, en Indre-et-Loire a été créé en 1995.

## Histoire du festival

### Commencement
Les fantômes du Grand Pressigny sont d'abord muets, créés[Quand ?] sous la direction de Houdard[Qui ?]. C'est une série de tableaux présentant au public les jardins et l'intérieur des maisons autour du château médiéval.

## Côté jardin
En janvier 2008 l'association de l'Animation pressignoise, qui organise le festival chaque année, change de nom et devient Côté Jardin.